# Montague (Ontario)
Montague es un municipio canadiense situado en la provincia de Ontario.

## Superficie
Montague tiene una superficie de 278,47 km².

## Demografía
En 2021, tenía 3914 habitantes, una densidad poblacional de 14,1 hab./km², y 1551 viviendas.